# 諏訪円忠
諏訪 円忠/小坂 円忠（すわ えんちゅう/おさか えんちゅう）（永仁3年（1295年） - 貞治3年（1364年））は、鎌倉幕府と室町幕府の奉行人。京都諏訪氏の祖。『諏方大明神画詞』の著者。

## 人物
信濃国諏訪郡生まれ。諏訪盛忠の子。諏訪神党の『神氏系図』によれば諏訪大社上社の支族で、埴科郡四宮荘船山郷の地頭小坂氏を継いだので小坂円忠とも称する。そのほか、越中国高木村、近江国三宅郷十二里村・赤野井村地頭職を所領とした。諏訪氏は北条氏の得宗被官で、叔父の諏訪時光も鎌倉幕府の奉行人であった関係から、その養子となり鎌倉で元服した。
北条氏が滅亡すると上洛し、夢窓疎石の仲介により足利尊氏に仕官し、室町幕府の評定衆から守護奉行を経て、天竜寺の造営奉行を務めた。さらに禅律方奉行人となり主に禅宗寺院関連の案件を担当した。中先代の乱以後に衰亡した諏訪宗家の再興にも助力し、諏訪上社の花会が信濃一円の武士の御頭奉仕で行われるようになった。
延文元年（1356年）、尊氏の奥書を持つ『諏方大明神画詞』を完成させ、当時の公家社会をはじめとする各方面に諏訪信仰を普及させたほか、尊氏が発願した一国一寺の安国寺利生塔創建にあたり、信濃安国寺を諏訪上社の近くに建て、夢窓疎石を開山者とした。
また円忠は諏訪神党祢津氏が相伝した鷹匠の秘術の故実を受け継ぎ（『神氏系図』）、子孫の京都諏訪氏の惣領に代々伝授され、文明5年（1473年）には飛鳥井氏と諏訪忠郷が鷹に関する和歌に註釈をつけて将軍足利義政の上覧に応えている（『鷹百首註』）。忠郷の子諏訪貞道も『鷹聞書少々』という鷹狩の故実書を編纂している。
円忠は和歌や連歌の道にも優れ、『新千載和歌集』、『新後拾遺和歌集』、『菟玖波集』に歌や句が選ばれた。